# دانيال موراي
دانيال موراي هو رياضياتي كندي، ولد في 1862، وتوفي في 1934.